# Dombó Dávid
Dombó Dávid (Pápa, 1993. február 26. –) korosztályos-válogatott magyar labdarúgó, a Kazincbarcika kapusa.

## Pályafutása
Fiatalon Szombathelyre került és az Illés Akadémián nevelkedett. 16 évesen mutatkozott be a felnőttek között, ekkor a Haladás tartalékcsapatának hálóját védte az NB III-ban. Ezzel párhuzamosan az ifi I/II. osztályban szerepelt, de a 2011-2012-es szezonban már lehetőséget kapott a másodosztályban is és nyolc alkalommal az első osztályban is leülhetett a kispadra, igaz Rózsa Dániel mögött nem jutott játéklehetőséghez. Tizenkilenc évesen a Váchoz került kölcsönbe, az NB II Keleti csoportjában szereplő csapatban húsz bajnoki védett a 2012–2013-as szezonban. A szombathelyi klubnál ezt követően sem számítottak rá, így 2014-ben az osztrák alsóbb osztályú SV Lafnitzhoz igazolt, majd 2015 januárjában  Mezőkövesdre.
Az akkor másodosztályú Mezőkövesddel feljutást ünnepelhetett a 2015–2016-os idény végén, miközben 29 alkalommal ő állt a kezdőcsapat kapujába és a legkevesebb gólt kapta az egész mezőnyben. A 2016–2017-es élvonalbeli szezonban kilenc alkalommal védhetett, először 2016. július 16-án szerepelt az első osztályban. Öt éven át szerepelt Mezőkövesden, ahol a 2018-2019-es szezontól, Szappanos Péter érkezésétől kapott egyre kevesebb játéklehetőséget, így 2020 januárjában a Kisvárda FC csapatához igazolt, ahol a visszavonuló Felipét kellett helyettesítenie. 2020 és 2022 között 73 bajnokin védett a Kisvárda csapatában, és 24-szer nem kapott gólt.
2022. június végén 2025. június 30-ig szóló szerződést kötött a Vasassal. Öt-öt NB I-es és Magyar Kupa-mérkőzésen őrizte a piros-kékek kapuját. Ezután a  ZTE együtteséhez igazolt, ahol 22 NB I-es és két kupameccsen szerepelt.
2025. július 15-én bejelentették, hogy az NB I-be feljutó Kazincbarcikai SC játékosa lett.

## Sikerei, díjai

### Klubcsapatokban
Kisvárda
- Magyar labdarúgó-bajnokság ezüstérmes: 2021–22